# یاسمین صبری
یاسمین اشرف صبری ( عربی: ياسمين أشرف صبري‎؛ زادهٔ ۲۱ ژانویه ۱۹۸۸) بازیگر و مدل مصری است. 

## اوایل زندگی
یاسمین صبری در شهر اسکندریه متولد و بزرگ شد. پدرش، اشرف صبری، پزشک است و مادرش شناگر. والدین او بعدها از یکدیگر جدا شدند. صبری در گفت‌وگویی اظهار داشت که تنها توسط مادر و مادربزرگش بزرگ شده و از دوسالگی پدرش را ندیده است: «هیچ رابطه‌ای بین من و پدرم وجود ندارد، اما جدایی والدین دلیل این موضوع نیست، زیرا افراد در زندگی خود انتخاب‌هایی می‌کنند. برخی مسئولیت‌پذیری و حمایت از دیگران را انتخاب می‌کنند و برخی دیگر خود را در اولویت قرار می‌دهند.»
اما پدر یاسمین بعدها مجموعه‌ای از عکس‌های خود با دخترش را در مراسم نامزدی اول او منتشر کرد و نوشت: «پس از شنیدن دروغ‌های دخترم که در خانه‌ام بزرگ شد و صاحب‌خانه بود و شغلی داشت... او توانست از پشت به پدرش خنجر بزند.» او همچنین افزود: «زمانی که دوستان خانوادگی به خانه ما می‌آمدند یاسمین را در خانه من می‌دیدند، من حتی برای او پس از بزرگ شدن، ماشین خریدم.»

## حرفه
یاسمین صبری فعالیت خود را در صنعت تلویزیون از سال ۲۰۱۳ آغاز کرد و در چند نقش مکمل ظاهر شد. او اولین حضور سینمایی خود را در سال ۲۰۱۶ با فیلم «جهنم در هند» تجربه کرد.در سال ۲۰۱۸، در دو فیلم موفق تجاری با عنوان‌های «شب هنا و سرور» و «الدیزل» ایفای نقش کرد. در فیلم «الدیزل»، او نقش دونیا السید، بازیگری مشهور را در کنار محمد رمضان بازی کرد. در سال ۲۰۱۹، صبری اولین نقش اصلی خود را در سریال «حکایتی» (به معنای «داستان من») ایفا کرد و سال بعد در سریال «فرصت ثانی» (به معنای «دومین شانس») به ایفای نقش پرداخت.
در آوریل ۲۰۱۹، صبری در کنفرانس عربی-آفریقایی توانمندسازی زنان، در حضور وزرا و شخصیت‌های برجسته از سراسر منطقه عربی و قاره آفریقا، به‌عنوان سفیر زنان آفریقایی معرفی شد. در ژانویه ۲۰۲۰، او به‌عنوان اولین زن عرب در کمپین تبلیغاتی مجموعه «پانتر دو کارتیه» برند کارتیه حضور یافت و در کنار مدل ایتالیایی ماریاکارلا بوسکونو و بازیگران بریتانیایی الا بالینسکا و آنابل والیس دیده شد.

## زندگی شخصی
یاسمین صبری پیش از آغاز حرفه‌اش در سال ۲۰۱۲ ازدواج کرده بود. او در سال ۲۰۱۵ برای اولین بار ازدواج خود را علنی کرد. سپس در سال ۲۰۱۷، در برنامه‌ای تلویزیونی اعلام کرد که نام همسرش محمد است و پس از پنج سال زندگی مشترک، از او جدا شده است.
در آوریل ۲۰۲۰، یاسمین صبری با احمد ابوهشیمه، تاجر مصری، در مراسمی خصوصی و تنها با حضور خویشاوندان به دلیل همه‌گیری کووید-۱۹ ازدواج کرد و در مه ۲۰۲۲، پس از دو سال زندگی مشترک طلاق گرفتند.
در جشنواره فیلم الجونه ۲۰۲۰، صبری به دلیل اظهاراتش درباره کووید-۱۹ مورد انتقاد قرار گرفت. هنگامی که خبرنگاری از او درباره این بیماری همه‌گیر پرسید، او پاسخ داد: «خیر، من گرفتار ترس نیستم. زندگی‌ام را ادامه می‌دهم.» او افزود: «آیا این احتمال وجود ندارد که ما به ویروس مبتلا شده و حالا بهبود یافته باشیم؟ این عقل سلیم است، این ویروس کل جهان را درگیر خواهد کرد.» سپس گفت: «هر کس مبتلا شود، مبتلا شده و هر کس ادامه دهد، ادامه می‌دهد و بقا از آن قوی‌ترین‌هاست.»
در سال ۲۰۲۲، صبری اظهار داشت که در کودکی فقیر بزرگ شده و در یک مدرسه دولتی در اسکندریه درس خوانده است،   که توسط پدرش تکذیب شد، او حساب فیسبوک یاسمین صبری را برداشت و ادعای او را رد کرد و فاش کرد که یاسمین صبری دختری لوس بوده و گفت که این بازیگر با کمد لباسی پر از لباس‌های پاریسی به یکی از مدارس ممتاز اسکندریه رفته است. یاسمین صبری در حال حاضر چشم خود را بر روی همه این موارد بسته است. 

## فیلم‌شناسی

### فیلم‌ها
| سال  | فیلم          | نقش   |
| ---- | ------------- | ----- |
| ۲۰۱۶ | جهنم در هند   | دینا  |
| ۲۰۱۸ | شب هنا و سرور | حنا   |
| ۲۰۱۸ | الدیزل        | دنیا  |
| ۲۰۲۳ | ال بوابوآ     | سلما  |
| ۲۰۲۳ | ابو نسب       | دالیا |

### سریال‌های تلویزیونی
| سال  | نام             | نقش          |
| ---- | --------------- | ------------ |
| ۲۰۱۳ | گام‌های شیطان    | راشا         |
| ۲۰۱۴ | کوه حلال        | صافی         |
| ۲۰۱۵ | شطرنج           | سارا         |
| ۲۰۱۵ | راه من          | نادیا        |
| ۲۰۱۵ | رفتن و برگشتن.  |              |
| ۲۰۱۵ | نوجوان گرگ      | النا ابراهیم |
| ۲۰۱۵ | سرزمین شترمرغ‌ها |              |
| ۲۰۱۵ | اسرار           |              |
| ۲۰۱۶ | افسانه          | تامارا       |
| ۲۰۱۷ | اسب سیاه        | حسنا         |
| ۲۰۱۹ | داستان من       | دالیدا       |
| ۲۰۲۰ | شانس دوم        | ملک          |

## پیوندهای خارجی
- یاسمین صبری در بانک اطلاعات اینترنتی فیلم‌ها (IMDb)
- یاسمین صبری در اینستاگرام